# Solutré ou les chasseurs de rennes de la France centrale

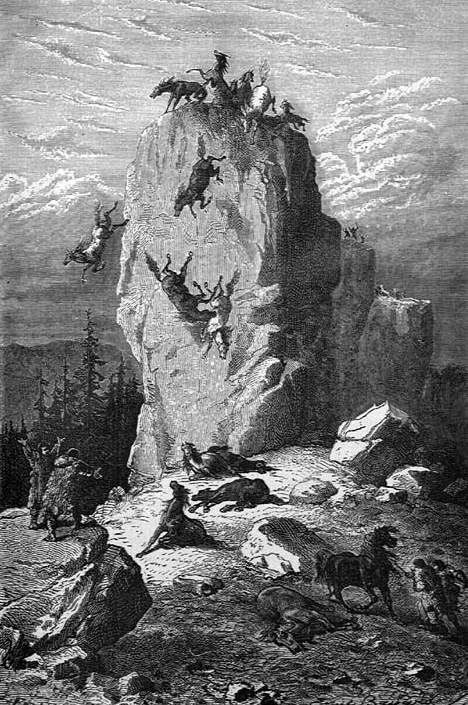
Légende de la « chasse à l'abîme » sur la Roche de Solutré.
Gravure d'Emile Bayard.

Solutré ou les chasseurs de rennes de la France centrale : histoire préhistorique est un roman écrit par le préhistorien français Adrien Arcelin. Il l'a publié en 1872, sous le pseudonyme anagramme « Adrien Cranile ». C'est le premier roman préhistorique publié : il précède de quelques décennies La Guerre du feu, de J.-H. Rosny aîné, paru en 1909.

## L'auteur
Alors que la science préhistorique est tout juste naissante, Adrien Arcelin et Henry Testot-Ferry découvrent et fouillent en 1866 le gisement préhistorique de Solutré, à proximité du pied de la Roche de Solutré, à Solutré-Pouilly, en Saône-et-Loire. Ce gisement donnera un peu plus tard son nom au Solutréen, industrie lithique du dernier maximum glaciaire.

## Légende
Le roman, illustré de gravures d'Emile Bayard, lance la légende des chevaux qui auraient été précipités du haut de la Roche de Solutré sous la poursuite des chasseurs préhistoriques. Cette idée, connue sous le nom de « chasse à l'abîme », est contredite par la grande distance entre l'emplacement des restes fossiles et le sommet de la Roche. Les chevaux étaient en réalité chassés au pied de la Roche.
Dès les années 1960, il a été prouvé que ce récit était impossible. Malgré cela, la légende de la « chasse à l'abîme » a été reprise et popularisée par de nombreux auteurs, artistes, cinéastes et auteurs de BD.

## Editions
- 1872, Ed. Librairie de L.Hachette et C° (Paris), gravures  d'Emile Bayard (lire en ligne sur Gallica)
- 1922, Ed. Tautem. Réédition augmentée, avec commentaires et nouvelles illustrations d'Eric Le Brun[5].